# Tenor (pel·lícula)
Tenor (títol original en francès, Ténor) és una pel·lícula de comèdia francesa de 2022 dirigida per Claude Zidi Jr.. S'ha doblat i subtitulat al català.

## Sinopsi
L'Antoine és un repartidor de sushi de la perifèria de París que viu amb el seu germà boxejador, en Didier, que es dedica als combats clandestins. Tot i que estudia comptabilitat, la passió de l'Antoine és la música, i concretament el rap. Un dia, el destí fa que vagi a portar una comanda de sushi a una alumna de cant clàssic durant una classe. Allà coneix la Marie, una professora que descobrirà el potencial de l'Antoine com a tenor li inculcarà l'amor per l'òpera. L'Antoine, que viu en un món totalment diferent, haurà de trobar la manera d'adaptar-se aquest nou entorn que els companys del barri trobaran difícil d'acceptar.

## Producció i estrena
El director va descobrir l'actor principal mentre mira la cinquena temporada de The Voice: la plus belle voix i va citar com a referents cinematogràfics Steven Spielberg, l'humor de les pel·lícules de superherois de Marvel, la saga Fast and Furious, la pel·lícula més seriosa BAC Nord o Billy Elliot.
El film va ser seleccionat per al festival Rencontres du cinéma de Gérardmer 2022.

## Rferències
1. ↑  «La gran pel·lícula - Tenor».   CCMA. [Consulta: 27 setembre 2024].
2. ↑  «Ténor, la première comédie en solo du réalisateur Claude Zidi Jr, portée par le chanteur MB14 et la comédienne Michèle Laroque, sort mercredi 4 mai en salle !», 03-05-2022. [Consulta: 8 juin 2022]..
3. ↑  Pathé France. «L'INTERVIEW - L'équipe de TÉNOR (Michèle Laroque, MB14, Claude Zidi Jr.)», 04-05-2022. [Consulta: 27 setembre 2024].
4. ↑  «Ténor de Claude Zidi Jr plébiscité par le public des Rencontres du cinéma de Gérardmer». Vosges Matin, 11 avril 2022. [Consulta: 8 juin 2022]..